# Cheillé
Cheillé település Franciaországban, Indre-et-Loire megyében. Lakosainak száma 1859 fő (2022. január 1.). Cheillé Avon-les-Roches, Azay-le-Rideau, Bréhémont, Panzoult, Rivarennes, Saché és Villaines-les-Rochers községekkel határos.

## Népesség
A település népességének változása:
| Lakosok száma | 1224 | 1230 | 1191 | 1497 | 1759 | 1800 | 1801 | 1816 | 1812 | 1859 |
|               | 1968 | 1982 | 1990 | 2006 | 2013 | 2015 | 2017 | 2019 | 2020 | 2022 |